# ستيريون صغير الأزهار
ستيريون صغير الأزهار (الاسم العلمي:Satyrium parviflorum) هو نوع من النباتات يتبع جنس الستيريون من الفصيلة السحلبية.